# Erknersche Heide

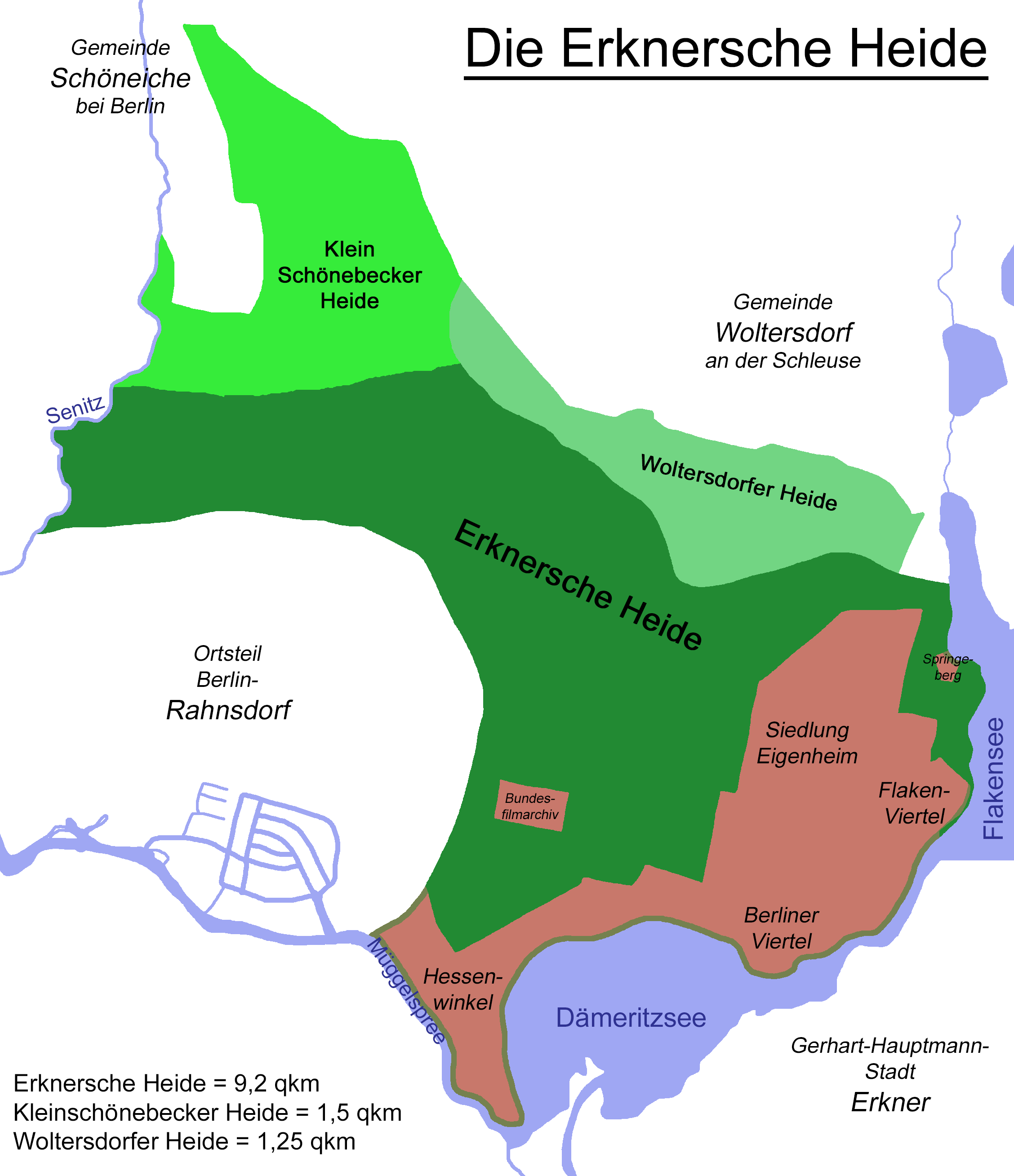
Erknersche Heide

Die Erknersche Heide ist ein teilweise bebautes Waldgebiet im äußersten Osten von Berlin und im Norden von Erkner.

## Name
Der Name leitet sich vom einstigen Forsthaus der Heide ab, welches am Flakenfließ stand. Das Flakenfließ hieß einst Arckenow oder später Erkenau. Das Forsthaus und die benachbarten Häuser wurden bald Erkner genannt und damit auch bald die dazugehörige Heide. Später wurde auch eine Siedlung auf der anderen Seite des Flakenfließes, in der Rüdersdorfer Heide Erkner genannt.

## Geographie
Die Erknersche Heide gehört zu den Köpenicker Heiden. Die ursprünglichen Grenzen der Erknerschen Heide waren im Osten der Flakensee und das Flakenfließ, im Süden der Dämeritzsee, im Südwesten die Feldmark von Rahnsdorf, im Westen die Senitz, im Nordwesten die Feldmark von Klein Schönebeck und im Norden die Feldmark von Woltersdorf. Ihr Südosten ist heute größtenteils mit Siedlungen bebaut. Markante Erhebungen in der Erknerschen Heide sind die Grenzberge, die eine Höhe von bis zu 60 Metern erreichen.

## Verkehr
Die Erknersche Heide wird von Ost nach West von den Gestellen (Schneisen) a bis n und von Nord nach Süd von den Gestellen C bis G durchzogen.